# Auvillers-les-Forges
Auvillers-les-Forges település Franciaországban, Ardennes megyében. Lakosainak száma 902 fő (2022. január 1.). Auvillers-les-Forges Antheny, Champlin, Éteignières, Girondelle és Neuville-lez-Beaulieu községekkel határos.

## Népesség
A település népességének változása:
| Lakosok száma | 811  | 799  | 822  | 885  | 876  | 874  | 877  | 879  | 891  | 902  |
|               | 1968 | 1982 | 1990 | 2006 | 2013 | 2015 | 2017 | 2019 | 2020 | 2022 |